# Nils Jönsson i Kvarnberga
Nils Jönsson, Jönsson i Kvarnberga, född 15 juni 1855 i Skepparslöv, Kristianstads län, död 28 december 1935 i Äspinge församling, Malmöhus län, var en svensk hemmansägare och riksdagsman. Han var far till politikern Janne Nilsson.
Jönsson var 1906–1911 ledamot av andra kammaren, invald i Frosta domsagas valkrets. 